# كامل حميشة
كامل حميشة (من مواليد 1 يناير 1998) لاعب كرة قدم سوري يلعب حالياً لصالح نادي الكرخ العراقي في خط الوسط والمنتخب السوري لكرة القدم. سبق أن لعب مع نادي تشرين.